# Moravská Třebová
Moravská Třebová (tjekkisk udtale: [ˈmorafskaː ˈtr̝̊ɛbovaː] ; tysk: Mährisch Trübau) er en by i  distriktet Svitavy i regionen Pardubice i Tjekkiet med omkring 9.700 indbyggere. Den historiske bykerne er velbevaret og er beskyttet ved lov som et bymonumentreservat.
Moravská Třebová består af bydelene Město og Předměstí og landsbyerne Boršov, Sušice og Udánky.

## Geografi
Moravská Třebová ligger omkring 14 km  øst for Svitavy og 60 km  nord for Brno. Den ligger hovedsageligt  i Orlické-forbjergene. Den vestligste del af kommunens  område går ind i Svitavy-højlandet og omfatter Rohová Nationale Naturreservat. I naturreservatet ligger det højeste punkt i Moravská Třebová, bakken Roh på 660 meter over havets overflade.
Byen ligger ved floden Třebůvka, som forsyner Moravská Třebová-dammen i den sydlige udkant af byen.

## Historie
Moravská Třebová blev grundlagt omkring 1257 af Boreš af Rýzmburk som en typisk kolonisationsby. Det største boom fandt sted under herrene af Boskovice og Ladislav Velen af Zierotin mellem 1486 og 1622, da byen var centrum for humanistisk videnskab og fik tilnavnet "Mährisk Athen".
I 1840 og 1844 blev byen alvorligt beskadiget af brande, som ødelagde en del af slottet og renæssancefacaderne på husene.
Siden grundlæggelsen var det en del af Kongeriget Bøhmen. I 1469 kom det under ungarsk styre, og i 1490 vendte det tilbage til Bøhmen. Fra 1804 blev det sammen med Bøhmen styret af det østrigske imperium, og efter kompromiset i 1867 var det en del af den østrigske del af Østrig-Ungarn, inden for hvilket det var sæde for distriktet med samme navn, en af de 34 Bezirkshauptmannschaften i Mähren. Fra 1918, efter Første Verdenskrig,  udgjorde den en del af det nyligt uafhængige Tjekkoslovakiet.
Indtil tyskernes fordrivelse i 1945, i henhold til Beneš-dekreterne og Potsdam-aftalen, var den hovedsageligt beboet af en tysktalende befolkning,og lå  i den største tyske sproglige enklave i Bøhmen og Mähren. 
Under den tyske besættelse (Anden Verdenskrig) drev besættelsesmagten Stalag VIII-B/344 tvangsarbejdslejren/krigsfangelejren i byen.
Byen var i høj grad formet af tekstilindustrien. De fleste fabrikker gik dog til sidst konkurs.
Mellem 1850 og 1960 var Moravská Třebová en distriktsby.

## Seværdigheder
Det vigtigste vartegn er Moravská Třebová Slot. Det oprindelige slot fra det 13. århundrede, blev  i slutningen af det 15. århundrede genopbygget i den tidlige renæssancestil. I 1611–1618 blev det udvidet med en arkadefløj. Slottet er et af de ældste renæssancemonumenter i landet.